# 진반룡아목
진반룡아목(眞盤龍亞目,Eupelycosauria)은 원래 반룡목(Reisz 1987)의 아목이었지만, 거의 대부분의 반룡류뿐만 아니라 모든 수궁류와 포유류를 포함하는 단궁류의 분류군(Laurin and Reisz 1997)으로 재정의되었다.

## 분류
- 양막류 (Amniota)
  - 단궁강 (SYNAPSIDA) *
    - 반룡목 (Pelycosauria) *
      - 잡색룡아목 (卡色龍亞目,Caseasauria)
      - 진반룡아목 (Eupelycosauria) *
        - 에다포사우루스과 (Edaphosauridae)
        - Lupeosauridae과
        - 사치룡과 (蛇齒龍科,Ophiacodontidae)
        - 석대룡과 (蜥代龍科,Varanopseidae)
        - (미분류) 스페나코돈류 (Sphenacodontia) *
          - 스페나코돈과 (Sphenacodontidae)

    - 수궁목 (獸弓目,Therapsida) *

  - 포유강 (Mammalia)